# Soumya Swaminathan
Soumya Swaminathan (ur. 2 maja 1959 w Ćennai, w Indiach) – indyjska pediatrka i naukowczyni znana z badań nad HIV oraz gruźlicą. W latach 2019–2022 była główną badaczką w Światowej Organizacji Zdrowia. Od października 2017 do marca 2019 była zastępczynią dyrektora generalnego Deputy Director General of Programmes (DDP) w WHO. 

## Kariera i edukacja

### Edukacja
Otrzymała tytuły bachelor of medicine, bachelor of surgery na Armed Forces Medical College oraz Doctor of Medicine w pediatrii na All India Institute of Medical Sciences w Nowym Delhi. Jest członkinią National Board from National Board of Examinations. W latach 1987–1989 Swaminathan odbyła staż podoktorancki w dziedzinie neonatologii i pulmonologii dziecięcej w Szpitalu Dziecięcym w Los Angeles w Keck School of Medicine w USC.

### Kariera
W latach 1989–1990 Swaminathana była pracownicą naukową w Departamencie Chorób Układu Oddechowego Dzieci na Uniwersytecie w Leicester w Wielkiej Brytanii. W 1992 dołączyła do Narodowego Instytutu Badań nad Gruźlicą, gdzie była koordynatorką ds. chorób tropikalnych. Później została dyrektorką tego instytutu.
W latach 2009–2011 Swaminathan była koordynatorką Specjalnego Programu Badań i Szkoleń w zakresie Chorób Tropikalnych UNICEF/UNDP/Banku Światowego/WHO w Genewie. Do 2013 roku była dyrektorką Narodowego Instytutu Badań nad Gruźlicą (NIRT) w Ćennaju. Od sierpnia 2015 do listopada 2017 Swaminathan była dyrektorką generalną Indian Council of Medical Research (ICMR) i sekretarką Departamentu Badań nad Zdrowiem (Ministerstwo Zdrowia i Opieki Rodzinnej) w rządzie Indii.
Od października 2017 do marca 2019 Swaminathan była zastępczynią dyrektora generalnego Światowej Organizacji Zdrowia. W marcu 2019 roku Swaminathan została główną naukowczynią Światowej Organizacji Zdrowia. Uczestniczyła w regularnych dwa razy w tygodniu briefingach prasowych na temat pandemii COVID-19. Wezwała kraje do częstszego przeprowadzania sekwencjonowania całego genomu wirusa SARS-CoV-2 i przesyłania sekwencji do projektu GISAID. W ramach przygotowań do Światowego Szczytu Zdrowia, którego gospodarzem była Komisja Europejska i G20 w maju 2021, Swaminathan była członkinią panelu naukowego.

## Życie osobiste
Jest córką M. S. Swaminathana „ojca zielonej rewolucji w Indiach”, oraz pedagożki Miny Swaminathan. Ma dwojga rodzeństwa, Madhurę Swaminathana, profesorkę ekonomii w Indyjskim Instytucie Statystyki w Bengaluru, i Nityę Rao, starszą wykładowczynię na Uniwersytecie Wschodniej Anglii. Wyszła za Ajita Yadava, chirurga ortopedii.

## Nagrody
- 1999: XI National Pediatric Pulmonary Conference, złoty medal za najlepszą pracę
- 2008: Indian Council of Medical Research (ICMR), nagroda Kshanika Oration
- 2009: International Union Against Tuberculosis and Lung Disease, wiceprzewodnicząca, sekcja HIV
- 2011: Indian Academy of Pediatrics, członkini
- 2011: Indian Association of Applied Microbiologists, nagroda za całokształt twórczości
- 2012: Nagroda Tamil Nadu Science and Technology
- 2012: National Academy of Sciences, India, członkini
- 2013: Indian Academy of Sciences, Bangalore, członkini
- 2016: Nagroda AstraZeneca Research Endowment Award, przyznana przez National Institute of Pharmaceutical Education and Research, S.A.S. Nagar[11]